# Szillimanit
A szillimanit a szilikátok osztályába tartozó ásványfaj. Elnevezése Benjamin Silliman (1816-85) amerikai vegyész nevéből származik.

## Megjelenési formái, genetikája

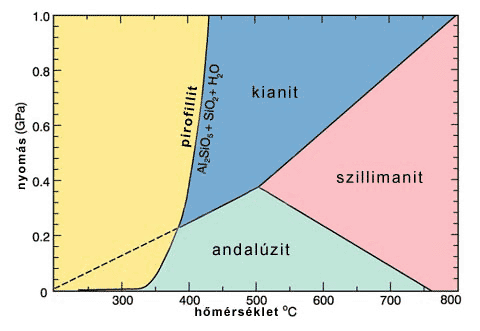
Az Al_{2}SiO_{5} polimorf módosulatok stabilitási tartománya a nyomás és hőmérséklet függvényében

Többnyire szálas-rostos, nemezszerű halmazokban jelenik meg.
Közepes és nagy fokú metamorfózis során keletkező, a katametamorf övre jellemző metamorf kőzetek elegyrésze például szillimanit-cordierit gneisz, biotit-szillimanit szaruszirt. Ritkán granulitban és egyes gránitfélékben is megjelenik. Vulkáni kőzetek agyagzárványaiban is előfordul.

## Változatai
- Fibrolit – Finom szálas-rostos változat.

## Rokon ásványfajok
- kianit
- andaluzit
- sztaurolit
- mullit